# Venlo (North Dakota)

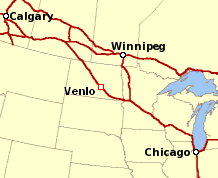
Venlo aan de Soo Line Railroad

Venlo is een voormalig dorp in het Amerikaanse district Ransom County (North Dakota). In 1960 was het inwonertal 16, maar op een 21e-eeuwse boerderij na herinneren alleen de ruïnes van gebouwen nog aan de plaats.

## Geschiedenis
Op 29 september 1883 vormde een consortium van korenmoleneigenaars in Minneapolis de Minneapolis, Sault Ste. Marie and Atlantic Railway om een spoorverbinding aan te leggen tussen Minneapolis en Sault Sainte Marie om zo te voorkomen dat zendingen via Chicago verliepen. Op 11 juni 1888 nam de Canadian Pacific Railway het bedrijf over en voegde het samen met de Minneapolis and Pacific Railway, Minneapolis and St. Croix Railway en de Aberdeen, Bismarck and North Western Railway. De nieuwe naam werd de Minneapolis, St. Paul and Sault Ste. Marie Railway. Deze treinverbindingen werden later de Soo Line Railroad genoemd en is de Amerikaanse “arm” van de Canadian Pacific Railway. Het Canadese bedrijf wilde ook ten westen van de Twin Cities een verbinding aanleggen. In 1891 werd het werk hervat en werd de Fairmount-Enderlin Line (CPR138) van Lidgerwood naar Valley City aangelegd.
In  november 1891 werd het plaatsje Venlo gesticht als laad- en losplaats aan de Soo Line Railroad (op de Fairmount-Enderlin Line) in Sectie 23-135-54 Z/W, Shenford Township (Ransom County). Zeven mijl zuidzuidoost van Sheldon. 
In 1915 werd het plaatsje officieel gepatenteerd in Sectie 22-135-54 Z/O door de zakenmensen Ben Rife en Roy Kratt. Vanaf dat moment startte de ontwikkeling met de bouw van een kruidenierswinkel, bank en enkele huizen.
Volgens overlevering is de naam Venlo vernoemd naar de Nederlandse stad Venlo, vanwege het feit dat de Indianen het gebied gebruikten om uit de wind te zitten ("wind-low").

## Ontwikkeling
De ontwikkeling van Venlo was erg traag. Er werd een postkantoor gevestigd in de kruidenierswinkel van Venlo op 18 januari 1922 met Albert E. Carter als eerste postbeambte. Het postkantoor werd ontbonden op 15 maart 1950 nadat op 22 december 1949 de winkel afbrandde en de herbouw niet van de grond kwam.
Venlo ligt in het natuurpark Sheyenne National Grasslands dat met 70,180 acres het zuidoosten van de staat North Dakota omvat. Het park staat bekend om de grote populatie prairiehoenders, een Noord-Amerikaanse ruigpoothoender, en de twee vlindersoorten Dakota Skipper en de Regal Fritillary.

## Weer bewoond
Hoewel nagenoeg alles wat aan Venlo herinnerde is verdwenen, is in de loop van de 21e eeuw het plaatsje weer min of meer bewoond geraakt. Op het grondgebied van het voormalige dorp staat tegenwoordig een boerderij die in bedrijf is.

## Trivia
- Wagons en locomotieven die reden op de Soo Line Railroad, werden vernoemd naar plaatsen langs het spoor. Zo werden slaapwagons vernoemd naar plaatsen die beginnen met de letter V, zo heette ook een slaapwagon "Venlo"